# 草潭镇
草潭镇，是中华人民共和国广东省湛江市遂溪县下辖的一个乡镇级行政单位。

## 行政区划
草潭镇下辖以下地区：
草潭社区、下六圩社区、路塘村、新建村、钗仔村、石九村、石杨村、麻公村、罗屋村、北拉村、北灶村、珍布村、荔枝村、下六村、旧庙村、南洪村、天德村、泉水村和东港村。